# Luciu-Giurgeni
Luciu-Giurgeni a fost o colonie de muncă silnică din județul Ialomița, în apropierea localităților Luciu și Giurgeni.